# Klaus Sinn
Klaus Sinn (* 18. Oktober 1936 in Zeiskam) ist ein ehemaliger deutscher Fußballspieler und -trainer.

## Spielerkarriere
Der aus dem pfälzischen Zeiskam stammende Sinn begann beim TB Jahn Zeiskam mit dem Fußballspielen. 1955 wechselte er zu Saar 05 Saarbrücken. Für Saarbrücken spielte der Stürmer 50-mal in der Oberliga Südwest (26 Tore) und wechselte im Januar 1958 zum SV Waldhof Mannheim. Für den SVW bestritt er bis 1970 254 Partien in der Oberliga Süd und erzielte 40 Tore. 1957/58, 1959/60 und 1962/63 spielte er mit Waldhof in der II. Division Süd.

## Trainerkarriere
Im November 1969 wurde Sinn Co-Trainer von Helmut Berninger, der im Dezember von Hans Wendlandt als Cheftrainer des SV Waldhof abgelöst wurde. Im Mai 1970 übernahm Sinn die abstiegsgefährdete Regionalligamannschaft als Trainer. Die Rettung gelang allerdings nicht mehr – der Verein stieg in die 1. Amateurliga Nordbaden ab. Sinn blieb im Amt und führte die Mannschaft zur Meisterschaft, die zur Teilnahme an der Aufstiegsrunde zur Regionalliga berechtigte. Dort verlor man im Entscheidungsspiel gegen die SpVgg Ludwigsburg mit 1:2. In der Folgesaison war der SVW neben der erneuten Meisterschaft in der Amateurliga auch in den Aufstiegsspielen erfolgreich und war damit wieder zweitklassig. Nach einer 1:2-Niederlage gegen die SpVgg Fürth im Februar 1973 wurde Klaus Sinn von seinem Vorgänger Hans Wendlandt abgelöst, obwohl der Aufsteiger bis dahin eine gute Rolle in der Liga spielte und für einige Spieltage sogar Tabellenführer gewesen war.
Von 1973 bis 1977 war Sinn Trainer des FV Weinheim in der Amateurliga Nordbaden. 1977, noch während der Spielzeit 1976/77, übernahm er das Traineramt beim SV Sandhausen, der ebenfalls in der Amateurliga Nordbaden antrat. In der ersten Saison kam Sandhausen ins Finale der deutschen Amateurmeisterschaft. 1978 führte er den Verein zum Gewinn der Amateurmeisterschaft (2:0 und 1:1 im Finale gegen den ESV Ingolstadt) und zur Qualifikation für die neue Amateur-Oberliga.
Im September 1979 kehrte er zum SV Waldhof, der inzwischen in die 2. Bundesliga Süd aufgestiegen war, zurück und wurde Co-Trainer unter Georg Gawliczek. Nachdem Gawliczek im März 1980 das Traineramt wegen gesundheitlicher Probleme niedergelegt hatte, war Sinn bis Saisonende Interimstrainer. Aufgrund der fehlenden Trainer-A-Lizenz war er ab der Saison 1980/81 wieder Assistenztrainer, diesmal unter dem als Cheftrainer verpflichteten Klaus Schlappner. Der Höhenflug des SV Waldhof begann: 1981 qualifizierte man sich für die neue eingleisige 2. Bundesliga, 1983 stieg man in die Bundesliga auf. 1986 beendete Sinn seine Trainerkarriere. Sein Nachfolger als Co-Trainer wurden der langjährige SVW-Spieler Günter Sebert und Werner Heck. Klaus Sinn war nach seiner Tätigkeit als Trainer bis Ende der neunziger Jahre als Geschäftsführer des SV Waldhof Mannheim tätig.

## Erfolge
als Spieler
- Aufstieg in die Oberliga Süd 1958, 1960 und 1963 mit dem SV Waldhof Mannheim

als Trainer
- Deutscher Amateurmeister 1978 mit dem SV Sandhausen
- Vize-Amateurmeister 1977 mit dem SV Sandhausen
- Aufstieg in die Regionalliga 1972 mit dem SV Waldhof Mannheim

als Co-Trainer
- Aufstieg in die Fußball-Bundesliga 1983 mit dem SV Waldhof Mannheim